# Rajska Zatoka
Rajska Zatoka (ang. Paradise Cove, także: Sentry Cove) – zatoka na Wyspie Króla Jerzego, część Cieśniny Bransfielda między półwyspem Demay a Przylądkiem Uchatki, na zachód od Zatoki Admiralicji.
Od Rajskiej Zatoki w kierunku Lodowca Tower wznosi się Pełznący Stok, po którym płynie Zielony Potok. Na brzegu zatoki znajduje się refugium "Demay" należące do Polskiej Stacji Antarktycznej im. Henryka Arctowskiego. Nazwę zatoki nadała w 1980 roku polska ekspedycja naukowa.